# SuperStar SM Town
SuperStar SM Town (estilizado como SuperStar SMTOWN) é um jogo eletrônico musical e de ritmo desenvolvido pela empresa Dalcomsoft Inc., com distribuição da SM Entertainment. Foi lançado inicialmente para Android, em 26 de agosto de 2014, e posteriormente para iOS, no início de setembro de 2014. O jogo inclui canções dos artistas da SM Town, projeto musical da empresa de entretenimento e gravadora SM Entertainment, tais como BoA, TVXQ, Super Junior e Girls' Generation. O jogo está disponível nos idiomas inglês e coreano.
SuperStar SM Town é um jogo baseado em pontuação, obtida através do senso de ritmo do jogador, que deve pressionar botões no tempo correto. No jogo, o objetivo é completar as canções e destravar as seguintes, em três níveis diferentes de dificuldade: Easy (fácil), Normal (médio) e Hard (difícil). Até 29 de julho de 2021, o jogo conta com mais de 650 canções de vários artistas diferentes, incluindo solistas, grupos musicais e projetos da SM Entertainment.

## Lista de canções
Até 22 de abril de 2016, o jogo contava com mais de 244 canções de 23 artistas diferentes, incluindo solistas, grupos musicais (boy bands e girl groups) e projetos da SM Entertainment, especificamente BoA, TVXQ, Super Junior, Kyuhyun, Super Junior-D&E, M&D, Ryeowook, Yesung, Super Junior-M, Henry, Zhou Mi, Girls' Generation, Girls' Generation-TTS, Taeyeon, SHINee, Taemin, Jonghyun, f(x), Amber, EXO-K, EXO-M e Red Velvet. Canções dos projetos SM The Ballad e SM Town também fazem parte do jogo. As canções devem ser desbloqueadas, em três níveis diferentes de dificuldade: Easy (fácil), Normal (médio) e Hard (difícil).
| Artista               | Canção                                                |
| --------------------- | ----------------------------------------------------- |
| BoA                   | "Only One"                                            |
| TVXQ                  | "수리수리 (Spellbound)"                               |
| EXO-K                 | "December, 2014 (The Winter's Tale)"                  |
| EXO-M                 | "December, 2014 (The Winter's Tale)"                  |
| Jonghyun              | "NEON"                                                |
| Kyuhyun               | "Eternal Sunshine"                                    |
| Taemin                | "괴도 (Danger)"                                       |
| Yesung                | "문 열어봐 (Here I am)"                               |
| SHINee                | "Love Sick"                                           |
| Taeyeon               | "I (feat. Verbal Jint)"                               |
| Super Junior          | "SPY"                                                 |
| Red Velvet            | "Automatic"                                           |
| BoA                   | "Kiss My Lips"                                        |
| EXO-K                 | "Sing For You"                                        |
| EXO-M                 | "Sing For You (爲Ni而唱)"                             |
| Ryeowook              | "어린왕자 (The Little Prince)"                        |
| Jonghyun              | "하루의 끝 (End of a Day)"                            |
| f(x)                  | "4 Walls"                                             |
| Taeyeon               | "Rain"                                                |
| Kyuhyun               | "광화문에서 (At Gwanghwamun)"                         |
| Zhou Mi               | "Without You"                                         |
| BoA                   | "Fox"                                                 |
| Red Velvet            | "7월 7일 (One Of These Nights)"                       |
| Girls' Generation     | "Lion Heart"                                          |
| TVXQ                  | "비를 타고… (Everyday It Rains)"                      |
| EXO-K                 | "12월의 기적 (Miracles In December)"                  |
| EXO-M                 | "十二月的奇迹 (Miracles In December)"                 |
| SHINee                | "Everybody"                                           |
| f(x)                  | "첫 사랑니 (Rum Pum Pum Pum)"                         |
| M&D                   | "달수정 (Moon Crystal)"                               |
| Girls' Generation-TTS | "Dear Santa"                                          |
| Super Junior-M        | "SWING (嘶吼)"                                        |
| Taeyeon               | "U R"                                                 |
| Super Junior          | "MAMACITA (아야야)"                                   |
| Red Velvet            | "세가지 소원 (Wish Tree)"                             |
| BoA                   | "Copy&Paste"                                          |
| EXO-K                 | "불공평해 (Unfair)"                                   |
| EXO-M                 | "偏心 (Unfair)"                                       |
| Kyuhyun               | "밀리언조각 (A Million Pieces)"                       |
| Girls' Generation     | "Mr.Mr."                                              |
| f(x)                  | "12시 25분 (Wish List)"                               |
| SHINee                | "산소 같은 너 (Love Like Oxygen)"                     |
| M&D                   | "하고 싶어 (I Wish)"                                  |
| Red Velvet            | "행복 (Happiness)"                                    |
| Zhou Mi               | "Rewind (Korean Version)"                             |
| TVXQ                  | "항상 곁에 있을게 (Always With You)"                  |
| Super Junior-D&E      | "너는 나만큼 (Growing Pains)"                         |
| EXO-K                 | "Run"                                                 |
| EXO-M                 | "Run (奔跑)"                                          |
| TVXQ                  | ""O" -正.反.合. (Rearranged)"                         |
| Jonghyun              | "Crazy (Guilty Pleasure) (feat. Iron)"                |
| Girls' Generation     | "Dancing Queen"                                       |
| Super Junior          | "A-Cha"                                               |
| Henry                 | "Butterfly (feat. Seulgi of SMROOKIES)"               |
| SHINee                | "A-Yo"                                                |
| BoA                   | "My Name"                                             |
| Red Velvet            | "Somethin Kinda Crazy"                                |
| EXO-K                 | "첫눈 (The First Snow)"                               |
| EXO-M                 | "初雪 (The First Snow)"                               |
| TVXQ                  | "Off-Road"                                            |
| Super Junior-M        | "表白 (Off My Mind)"                                  |
| SHINee                | "Your Name"                                           |
| f(x)                  | "Red Light"                                           |
| Girls' Generation     | "Gee"                                                 |
| Super Junior          | "MAGIC"                                               |
| SM Town               | "Sleigh Ride (Sung by TVXQ!)"                         |
| Taemin                | "Experience"                                          |
| Kyuhyun               | "이별을 말할 때 (Moment Of Farewell)"                 |
| BoA                   | "Christmas Paradise"                                  |
| Zhou Mi               | "爱上你 (Loving You) (feat. Victoria of f(x))"        |
| EXO-K                 | "Thunder"                                             |
| EXO-M                 | "Thunder (雷电)"                                      |
| Henry                 | "Fantastic"                                           |
| TVXQ                  | "RUMOR"                                               |
| Amber                 | "I Just Wanna (feat. Eric Nam)"                       |
| Super Junior          | "놈,놈,놈 (You Got It)"                               |
| Girls' Generation-TTS | "Holler"                                              |
| f(x)                  | "바캉스 (Vacance)"                                    |
| BoA                   | "Girls On Top"                                        |
| SHINee                | "Hello"                                               |
| Girls' Generation     | "PARTY"                                               |
| Super Junior-M        | "GO"                                                  |
| TVXQ                  | "Here I Stand"                                        |
| EXO-K                 | "Lucky"                                               |
| EXO-M                 | "Lucky (Chinese Ver.)"                                |
| Super Junior          | "Mr. Simple"                                          |
| Taemin                | "Ace"                                                 |
| BoA                   | "Hurricane Venus"                                     |
| f(x)                  | "제트별 (Jet)"                                        |
| EXO-K                 | "중독 (Overdose)"                                     |
| EXO-M                 | "上瘾 (Overdose)"                                     |
| Super Junior-M        | "Super Girl"                                          |
| Girls' Generation     | "소원을 말해봐 (Genie)"                               |
| SHINee                | "Why So Serious?"                                     |
| Red Velvet            | "Ice Cream Cake"                                      |
| f(x)                  | "Hot Summer"                                          |
| TVXQ                  | "왜 (Keep Your Head Down)"                            |
| Super Junior          | "Sexy, Free & Single"                                 |
| SM Town               | "Diamond (Sung by Girls' Generation)"                 |
| Henry                 | "Saturday"                                            |
| BoA                   | "Valenti"                                             |
| EXO-K                 | "MAMA"                                                |
| EXO-M                 | "MAMA (Chinese Ver.)"                                 |
| Super Junior-M        | "Strong (强势入侵)"                                   |
| SHINee                | "줄리엣 (Juliette)"                                   |
| Super Junior          | "첫눈에 반했습니다 (Love At First Sight)"             |
| M&D                   | "魂 (Soul)"                                           |
| Girls' Generation     | "텔레파시 (Telepathy)"                                |
| Super Junior-M        | "Break Down"                                          |
| Taemin                | "소나타 (Play Me)"                                    |
| EXO-K                 | "나비소녀 (Don't Go)"                                 |
| EXO-M                 | "蝴蝶少女(Don't Go)"                                  |
| f(x)                  | "NU 예삐오 (NU ABO)"                                  |
| BoA                   | "One Dream"                                           |
| Girls' Generation-TTS | "내가 네게 (Whisper)"                                 |
| TVXQ                  | "주문 - MIROTIC (Rearranged)"                         |
| Taemin                | "Drip Drop"                                           |
| Zhou Mi               | "Why (Color-blind) (Korean Ver.)"                     |
| Super Junior          | "Shirt"                                               |
| Girls' Generation     | "Goodbye"                                             |
| Amber                 | "Heights"                                             |
| SHINee                | "하루 (X-Mas)"                                        |
| EXO-K                 | "늑대와 미녀 (Wolf)"                                  |
| EXO-M                 | "狼与美女 (Wolf)"                                     |
| Red Velvet            | "Be Natural (feat. SR14B TAEYONG)"                    |
| TVXQ                  | "너의 남자 (Your Man)"                                |
| Jonghyun              | "데자-부 (Déjà-Boo) (feat. Zion.T)"                   |
| f(x)                  | "Snapshot"                                            |
| BoA                   | "Who Are You" (feat. Gaeko of Dynamic Duo)"           |
| Super Junior          | "엉뚱한 상상 (White Christmas)"                       |
| EXO-K                 | "TENDER LOVE"                                         |
| EXO-M                 | "TENDER LOVE (Chinese Ver.)"                          |
| Taemin                | "거절할게 (Wicked)"                                   |
| Henry                 | "Bad Girl (feat. Chanyeol of EXO)"                    |
| Girls' Generation     | "첫눈에… (Snowy Wish)"                                |
| TVXQ                  | "Rise As One"                                         |
| SHINee                | "히치하이킹 (Hitchhiking)"                            |
| SM Town               | "하루 (A Day Without You)"                            |
| EXO-K                 | "CALL ME BABY"                                        |
| EXO-M                 | "CALL ME BABY (叫我)"                                 |
| BoA                   | "The Shadow"                                          |
| f(x)                  | "피노키오 (Danger)"                                   |
| Taemin                | "Press Your Number"                                   |
| Super Junior          | "Let's Dance"                                         |
| Girls' Generation-TTS | "체크메이트 (Checkmate)"                              |
| SM Town               | "Hot Times (시험하지 말기)"                           |
| Girls' Generation     | "Catch Me If You Can"                                 |
| Super Junior-M        | "爱情接力 (You and Me)"                               |
| TVXQ                  | "Double Trouble"                                      |
| SHINee                | "View"                                                |
| SM Town               | "좋았던 건, 아팠던 건 (When I Was... When U Were...)" |
| f(x)                  | "Deja Vu"                                             |
| EXO-K                 | "My Turn To Cry"                                      |
| EXO-M                 | "My Turn To Cry (愛離開)"                             |
| Super Junior          | "Devil"                                               |
| Super Junior-D&E      | "촉이와 (Can You Feel It?)"                           |
| SM Town               | "Don't Lie" (feat. Henry)"                            |
| Red Velvet            | "Huff n Puff"                                         |
| SHINee                | "Romance"                                             |
| Girls' Generation     | "Baby Baby"                                           |
| TVXQ                  | "샴페인 (Champagne)"                                  |
| f(x)                  | "아이스크림 (Ice Cream)"                              |
| EXO-K                 | "EXODUS"                                              |
| EXO-M                 | "EXODUS (逃脱)"                                       |
| Taemin                | "Pretty Boy (feat. KAI of EXO)"                       |
| Super Junior-M        | "愛你愛你 (Love Song)"                                |
| BoA                   | "Moto"                                                |
| SHINee                | "Married To The Music"                                |
| EXO-K                 | "LOVE ME RIGHT"                                       |
| EXO-M                 | "LOVE ME RIGHT (漫遊宇宙)"                            |
| Super Junior          | "너라고 (It's You)"                                   |
| SHINee                | "Colorful"                                            |
| Girls' Generation     | "The Boys"                                            |
| TVXQ                  | "MAXIMUM"                                             |
| Amber                 | "SHAKE THAT BRASS"                                    |
| EXO-K                 | "3.6.5"                                               |
| EXO-M                 | "3.6.5 (Chinese Ver.)"                                |
| f(x)                  | "LA chA TA"                                           |
| Girls' Generation-TTS | "Twinkle"                                             |
| SHINee                | "누난 너무 예뻐 (Replay)"                             |
| Super Junior-M        | "U"                                                   |
| TVXQ                  | "Humanoids"                                           |
| Girls' Generation     | "다시 만난 세계 (Into the New World)"                 |
| Henry                 | "Trap (feat. Kyuhyun & Taemin)"                       |
| f(x)                  | "Beautiful Stranger"                                  |
| BoA                   | "ID; Peace B"                                         |
| Super Junior          | "Twins (Knock Out)"                                   |
| EXO-K                 | "My Lady"                                             |
| EXO-M                 | "My Lady (Chinese Ver.)"                              |
| Girls' Generation     | "You Think"                                           |
| TVXQ                  | "꿈 (Dream)"                                          |
| f(x)                  | "빙그르 (Sweet Witches)"                              |
| SHINee                | "Destination"                                         |
| Girls' Generation     | "훗 (Hoot)"                                           |
| Super Junior-M        | "太完美 (Perfection)"                                 |
| BoA                   | "아틀란티스 소녀 (Atlantis Princess)"                 |
| EXO-K                 | "History"                                             |
| EXO-M                 | "History (Chinese Ver.)"                              |
| Super Junior          | "오페라 (Opera)"                                      |
| f(x)                  | "Electric Shock"                                      |
| SHINee                | "Sherlock • 셜록 (Clue+Note)"                         |
| Girls' Generation     | "유로파 (Europa)"                                     |
| Super Junior-M        | "动情 (Only U)"                                       |
| EXO-K                 | "LIGHTSABER"                                          |
| EXO-M                 | "LIGHTSABER (光劍)"                                   |
| TVXQ                  | "Something"                                           |
| BoA                   | "Game"                                                |
| Henry                 | "Holiday"                                             |
| Girls' Generation-TTS | "아드레날린 (Adrenaline)"                             |
| SM Town               | "1,2,3 (Sung by f(x))"                                |
| Girls' Generation     | "Kissing You"                                         |
| SHINee                | "사.계.후 (Love Still Goes On)"                       |
| Super Junior          | "미인아 (BONAMANA)"                                   |
| EXO-K                 | "The Star"                                            |
| EXO-M                 | "The Star (星)"                                       |
| TVXQ                  | "Gorgeous"                                            |
| Girls' Generation     | "Green Light"                                         |
| f(x)                  | "Chu~♡"                                               |
| SHINee                | "아.미.고 (AMIGO)"                                    |
| Super Junior-M        | "飛翔 (Fly High)"                                     |
| Girls' Generation     | "비타민 (Vitamin)"                                    |
| Super Junior          | "THIS IS LOVE (Stage Ver.)"                           |
| Henry                 | "1-4-3 (I Love You)"                                  |
| TVXQ                  | "Rising Sun (순수) (Rearranged)"                      |
| EXO-K                 | "Machine"                                             |
| EXO-M                 | "Machine (Chinese Ver.)"                              |
| BoA                   | "No. 1"                                               |
| f(x)                  | "Airplane"                                            |
| Girls' Generation     | "Oh!"                                                 |
| Super Junior          | "너 같은 사람 또 없어 (No Other)"                     |
| SHINee                | "Dream Girl"                                          |
| TVXQ                  | "Catch Me"                                            |
| Kyuhyun               | "깊은 밤을 날아서 (Flying, Deep in the Night)"        |
| EXO-K                 | "으르렁 (Growl)"                                      |
| EXO-M                 | "咆哮 (Growl)"                                        |
| Super Junior          | "SORRY, SORRY"                                        |
| f(x)                  | "Papi"                                                |
| Girls' Generation     | "Run Devil Run"                                       |
| Red Velvet            | "Dumb Dumb"                                           |
| BoA                   | "Dangerous"                                           |
| SHINee                | "Lucifer"                                             |
| f(x)                  | "Step"                                                |
| SHINee                | "Ring Ding Dong"                                      |
| f(x)                  | "Kick"                                                |
| Super Junior          | "Tok Tok Tok (똑똑똑)" Hidden Stage                   |
| Hitchhiker            | "11 (ELEVEN)" Hidden Stage                            |
| Lay (Zhang Yixing)    | Lose Control                                          |